# Plaza & Janés
Plaza & Janés Editores S.A. es una editorial española fundada en 1959 en Barcelona.

## Historia
Plaza & Janés Editores S.A. nació en 1959 como producto de la fusión de los sellos de Germán Plaza (Ediciones Cliper) y del editor y poeta Josep Janés i Olivé. La empresa se expandió con velocidad y para la década de 1970 contaba con una presencia importante en el mercado editorial español e hispanoamericano; Plaza y Janés Editores Colombia, por ejemplo, fue fundada en 1961.  En 1984 el grupo de comunicaciones alemán Bertelsmann adquirió la empresa y en 2001 cuando Bertelsmann formó una joint venture con la editorial italiana Mondadori, pasaría a ser parte de Random House Mondadori.
Posteriormente, en 2012, el Grupo Bertelsmann compró la participación de Mondadori en la joint venture y más tarde, en 2013, se fusionó con la compañía británica Penguin por lo que Plaza & Janes se convirtió en parte de Penguin Random House Grupo Editorial.

## Catálogo
En el catálogo de la editorial destacan autores de talla internacional como Stephen King, John le Carré, Ken Follett, Mika Waltari, George R. R. Martin e Isabel Allende, y escritores nacionales como Javier Reverte, José Luis Sampedro, Adelaida García Morales y Julia Navarro. En su línea de narrativa femenina se destacan las autoras de best sellers Danielle Steel y Marian Keyes.
Junto con los escritores consagrados la editorial apuesta por talentos más jóvenes, como son los casos de Félix J. Palma, Ignacio del Valle, Jorge Díaz o Patrick Rothfuss.
La editorial alberga diversos géneros literarios: desde las novelas de aventura, románticas y de no ficción, hasta obras relacionadas con temas culturales, políticos, de actualidad; biografías y otros temas de interés relacionados con programas de televisión que han triunfado, salud, cocina, entre otros.